# Hungría en los Juegos Europeos
Hungría en los Juegos Europeos está representada por el Comité Olímpico Húngaro, miembro de los Comités Olímpicos Europeos. Ha obtenido un total de 76 medallas: 21 de oro, 20 de plata y 35 de bronce.

## Medalleros

### Por edición
| Evento        | Oro | Plata | Bronce | Total |
| ------------- | --- | ----- | ------ | ----- |
| Bakú 2015     | 7   | 4     | 8      | 19    |
| Minsk 2019    | 4   | 6     | 9      | 19    |
| Cracovia 2023 | 10  | 10    | 18     | 38    |
| TOTAL         | 21  | 20    | 35     | 76    |

### Por deporte
| Evento            | Oro | Plata | Bronce | Total |
| ----------------- | --- | ----- | ------ | ----- |
| Atletismo         | 0   | 1     | 1      | 2     |
| Balonmano playa   | 0   | 1     | 0      | 1     |
| Boxeo             | 0   | 0     | 3      | 3     |
| Esgrima           | 1   | 2     | 3      | 6     |
| Gimnasia          | 1   | 0     | 2      | 3     |
| Judo              | 0   | 1     | 2      | 3     |
| Karate            | 0   | 0     | 2      | 2     |
| Kickboxing        | 1   | 2     | 5      | 8     |
| Lucha             | 2   | 2     | 2      | 6     |
| Natación          | 0   | 1     | 1      | 2     |
| Pentatlón moderno | 0   | 1     | 2      | 3     |
| Piragüismo        | 9   | 6     | 8      | 23    |
| Teqball           | 3   | 0     | 0      | 3     |
| Taekwondo         | 0   | 1     | 2      | 3     |
| Tenis de mesa     | 0   | 1     | 0      | 1     |
| Tiro              | 4   | 1     | 1      | 6     |
| Triatlón          | 0   | 0     | 1      | 1     |
| TOTAL             | 21  | 20    | 35     | 76    |